# La verdad saliendo del pozo
La Verdad que sale del pozo con su látigo para castigar a la humanidad —siendo en francés su título original La Vérité sortant du puits armée de son martinet pour châtier l'humanité— es una pintura al óleo (1896) del artista francés Jean-Léon Gérôme.
La Verdad saliendo del pozo (obra original, 1896) se encuentra en el Museo Anne-de-Beaujeu, que se encuentra en Moulins, en el departamento de Allier, en la región de Auvernia-Ródano-Alpes, en el centro de Francia.

## El artista
Jean Gérôme fue un pintor y escultor francés academicista cuyas obras, por lo general, versaron sobre temas históricos, mitológicos, sobre el orientalismo, tomadas de retratos, con todo lo cual el pintor logró llevar al academicismo tradicional a un clímax artístico. Es considerado uno de los pintores más importantes de dicha escuela pictórica, quien además de ser pintor y escultor fue también maestro de una larga lista de estudiantes que más tarde fueron pintores renombrados.

## Descripción
En 1895, Gérôme había pintado un trabajo similar: Nec Mergitur. Ha sido sugerido que ambas pinturas se referían discretamente al Caso Dreyfus. También se ha mencionado que la pintura es una expresión hostil de Gérôme hacia el movimiento impresionista, al cual se opuso. Sin embargo, en un prefacio que Gérôme escribió para Émile Bayard en Le Nu Esthétique, se refiere a la fotografía y a la influencia que esta (entonces novedosa técnica) había tenido en la pintura: "La fotografía es un arte. Fuerza a los artistas a modificar su rutina vieja y a olvidar sus fórmulas viejas. Ha abierto nuestros ojos y nos obliga a ver aquello que anteriormente no hemos visto; esto es, un gran e inapreciable servicio para el arte. Es gracias a la fotografía que la verdad finalmente ha salido de su pozo. Nunca volverá a sumergirse" (francés: "La photographie est un art. La photographie force les artistes à se dépouiller de la vieille routine et à oublier les vieilles formules. Elle nous a ouvert les yeux et forcé à regarder ce qu'auparavant nous n'avions jamais vu, service considérable et inappréciable qu'elle a rendu à l'Arte. C'est grâce à elle que la vérité est enfin sortie de puits. Elle n'y rentrera plus").

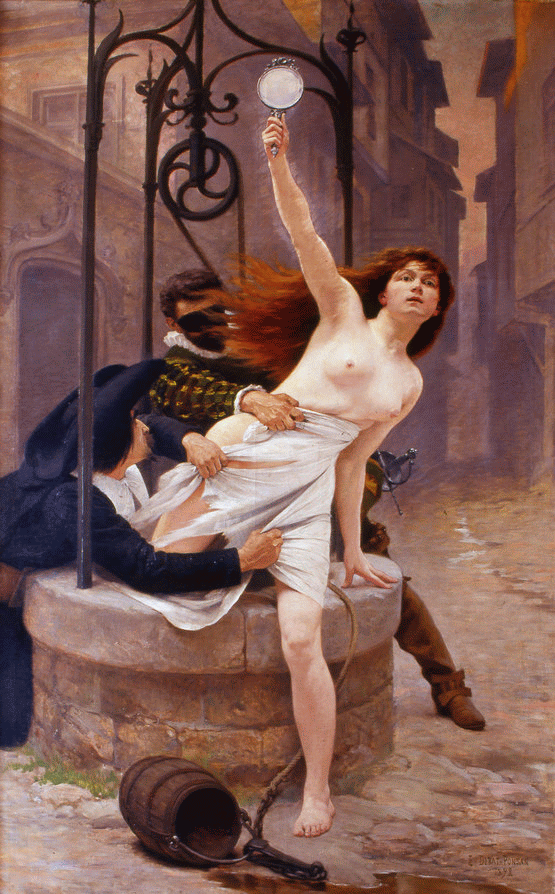
En la obra Nec Mergitur o La Verdad saliendo del pozo en alusión directa al caso Dreyfuss se muestra la hipocresía clerical (el sacerdote) y militar (el soldado) intentando hundir en el pozo a la verdad.

La expresión se refiere a una traducción extendida de un aforismo del filósofo Demócrito, "De verdad no sabemos nada, pues la verdad es un bien encendido... en un pozo abismal". La modelo en cueros se refiere a la expresión 'la verdad desnuda', o sea, presentada claramente, sin rodeos ni interpretaciones subjetivas. Según su biógrafo Charles Moreau-Vauthier, Gérôme durmió con la pintura encima de su cama y fue encontrado después de su muerte con su brazo extendido apuntando hacia él en un gesto de despedida.
La pintura fue exhibida por primera ocasión en el Salón de París en 1896. Desde 1978 ha sido parte de la exposición permanente en el Museo Anne de Beaujeu en Moulins, Francia.